# D 390 (Türkei)
Die Straße D 390 (Devlet yolu 390) ist eine 40 km lange Straße in der Türkei. Sie beginnt in Bozova an der Straße D 875 am Südende des Atatürk-Stausees und verläuft in der Nähe seines Südostufers zur D 885 (Europastraße 99), die 10 km südwestlich von Hilvan erreicht wird.